# Ficus vaccinioides
Ficus vaccinioides là một loài thực vật có hoa trong họ Moraceae. Loài này được Hemsl. & King mô tả khoa học đầu tiên năm 1888.